# Artemidora
Artemidora là một chi bướm đêm thuộc họ Geometridae.

## Các loài
- Artemidora maracandaria (Erschoff, 1874)
- Artemidora metsaviiri Viidalepp, 1988
- Artemidora symmetrica Djakonov, 1923